# Lágojávrre
Lágojávrre, enligt tidigare ortografi Lakojaure, är en sjö i Jokkmokks kommun i Lappland och ingår i Luleälvens huvudavrinningsområde. Sjön har en area på 0,403 kvadratkilometer och ligger 896 meter över havet. Lágojávrre ligger i Padjelanta Natura 2000-område. Sjön avvattnas av ett namnlöst biflöde till Stálojåhkå.

## Delavrinningsområde
Lágojávrre ingår i det delavrinningsområde (746694-153555) som SMHI kallar för Inloppet i Virihaure. Medelhöjden är 760 meter över havet och ytan är 17,54 kvadratkilometer. Räknas de 20 avrinningsområdena uppströms in blir den ackumulerade arean 342,59 kvadratkilometer. Vuojatädno som avvattnar avrinningsområdet har biflödesordning 2, vilket innebär att vattnet flödar genom totalt 2 vattendrag (Stora Luleälven, Luleälven) innan det mynnar i havet. Avrinningsområdet består mestadels av kalfjäll (87 procent). Avrinningsområdet har 0,88 kvadratkilometer vattenytor vilket ger det en sjöprocent på 5 procent.